# Copenhagen (paard)
Copenhagen (1808 - 12 februari 1836) was het kastanjekleurige krijgspaard van de Hertog van Wellington. Copenhagen, een hengst, werd door de hertog bereden in de Slag bij Waterloo.

## Achtergrond
Copenhagens ouders waren de merrie Lady Catherine en hengst Meteor. Meteor was een volbloed, Lady Catherine niet, hoewel zij wel in het General Stud Book, het overzicht voor volbloeden werd opgenomen. Van beide paarden kunnen sommige voorouders ver getraceerd worden, in sommige gevallen bij 150 jaar terug. Lady Catherine ging in 1807 mee naar de Slag bij Kopenhagen. Het was toen niet bekend dat ze al drachtig was van Copenhagen, die naar deze slag vernoemd zou worden.
Copenhagen werd in eerste instantie ingezet als renpaard. Geen vreemde keus, gezien de hengst die Meteor verwekt had, Eclipse was. Meteor was al redelijk succesvol als renpaard en had een aantal winsten op zijn naam staan. Eclipse was nóg succesvoller en liet twee jaar lang alle andere paarden achter zich. Copenhagen was echter niet succesvol genoeg en werd verkocht.

## Militaire dienst

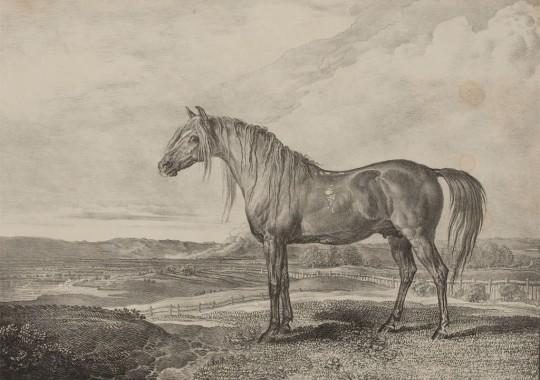
Copenhagen met pensioen, een litho van James Ward

Na deze verkoop belandde Copenhagen bij de Duke of Wellington, die op dat moment net in Spanje was met het Britse leger. Het paard zou jarenlang het krijgspaard van Wellington zijn, tot het paard in 1828 met pensioen ging.

### Slag bij Waterloo
Het bekendste treffen waar Copenhagen bij betrokken was, was de Slag bij Waterloo, in 1815. De Hertog van Wellington was de aanvoerder van de troepen die tegen Napoleon Bonaparte vochten. Hij reed 17 uur aaneengesloten op Copenhagen in deze slag. Toen de hertog afsteeg en Copenhagen een goedkeurend klopje op zijn achterhand gaf, haalde Copenhagen uit en schopte de hertog bijna voor zijn hoofd.

## Pensioen en overlijden
Na hun militaire carrière bleef de hertog nog op Copenhagen rijden. Copenhagen liep mee met militaire parades. Ook gebruikte de hertog Copenhagen als jachtpaard. In 1828 werd de hertog gekozen tot Prime Minister. Hij reed op Copenhagen naar 10 Downing Street.
Copenhagen verbleef tijdens zijn pensionering op het Stratfield Say House van Wellington. Voor verschillende vrouwen werden sieraden van het haar van Copenhagen gemaakt, dat uit zijn manen en staart werd geknipt. Hij werd in deze periode blind en doof. Het paard lijkt iets minder bokkig geworden te zijn in deze periode dan het was tijdens de Slag bij Waterloo; volgens de verhalen reden er zelfs kinderen op hem in deze tijd.

### Begrafenis en graf

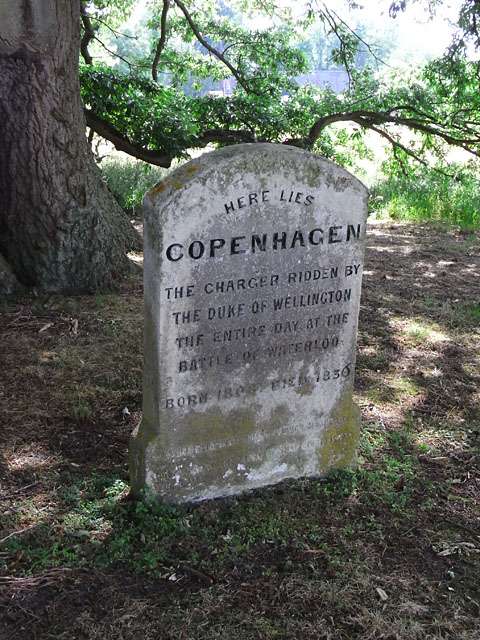
De grafsteen van Copenhagen in 2009

Copenhagen overleed op 12 februari 1836, op 28-jarige leeftijd. Hij werd met militaire egards begraven. Tijdens deze begrafenis viel het de hertog op dat één van de hoeven van Copenhagen gestolen was, waar de hertog enorm van overstuur door was. De hoef werd later door de dief aan de opvolger van de hertog gegeven, Arthur Richard Wellesley.
Er werd een grafsteen geplaatst voor Copenhagen, met de volgende tekst:
Here Lies
COPENHAGEN
The Charger ridden by 
THE DUKE OF WELLINGTON
The entire day at the
BATTLE OF WATERLOO.
 Born 1808. Died 1836.

God's humbler instrument though meaner clay
Should share the glory of that glorious day.
Vertaling:
Hier ligt
COPENHAGEN
Het krijgspaard bereden door
DE HERTOG VAN WELLINGTON
Gedurende de gehele dag tijdens
DE SLAG BIJ WATERLOO
 Geboren in 1808. Overleden 1836.

Gods nederiger instrument van simpelere klei
Moet delen in de glorie van die glorieuze dag.

## Kunst
Er zijn verschillende schilderijen gemaakt van Copenhagen, met of zonder de Hertog van Wellington. Enkele hiervan zijn hierboven getoond. Hieronder volgen nog enkele andere kunstwerken geïnspireerd door Copenhagen.

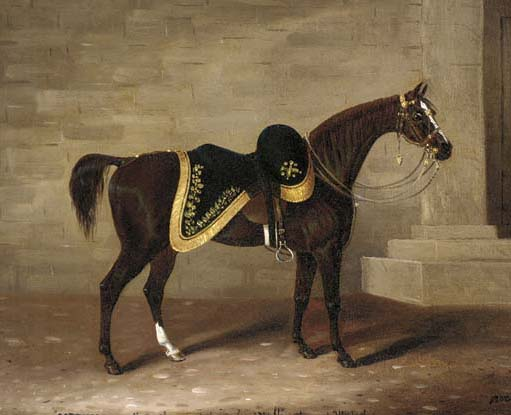
Copenhagen geschilderd door Samuel Spode in de jaren 1820 of 1830.
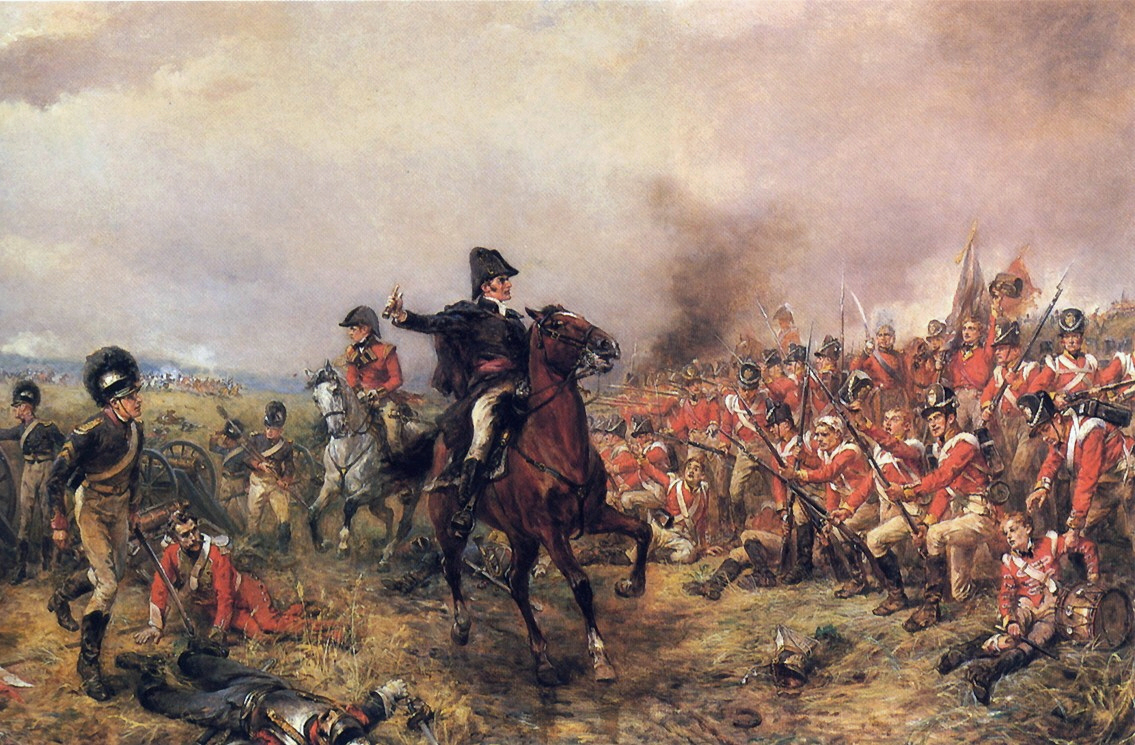
Wellington en Copenhagen tijdens de Slag bij Waterloo, geschilderd door Robert Hillingford.
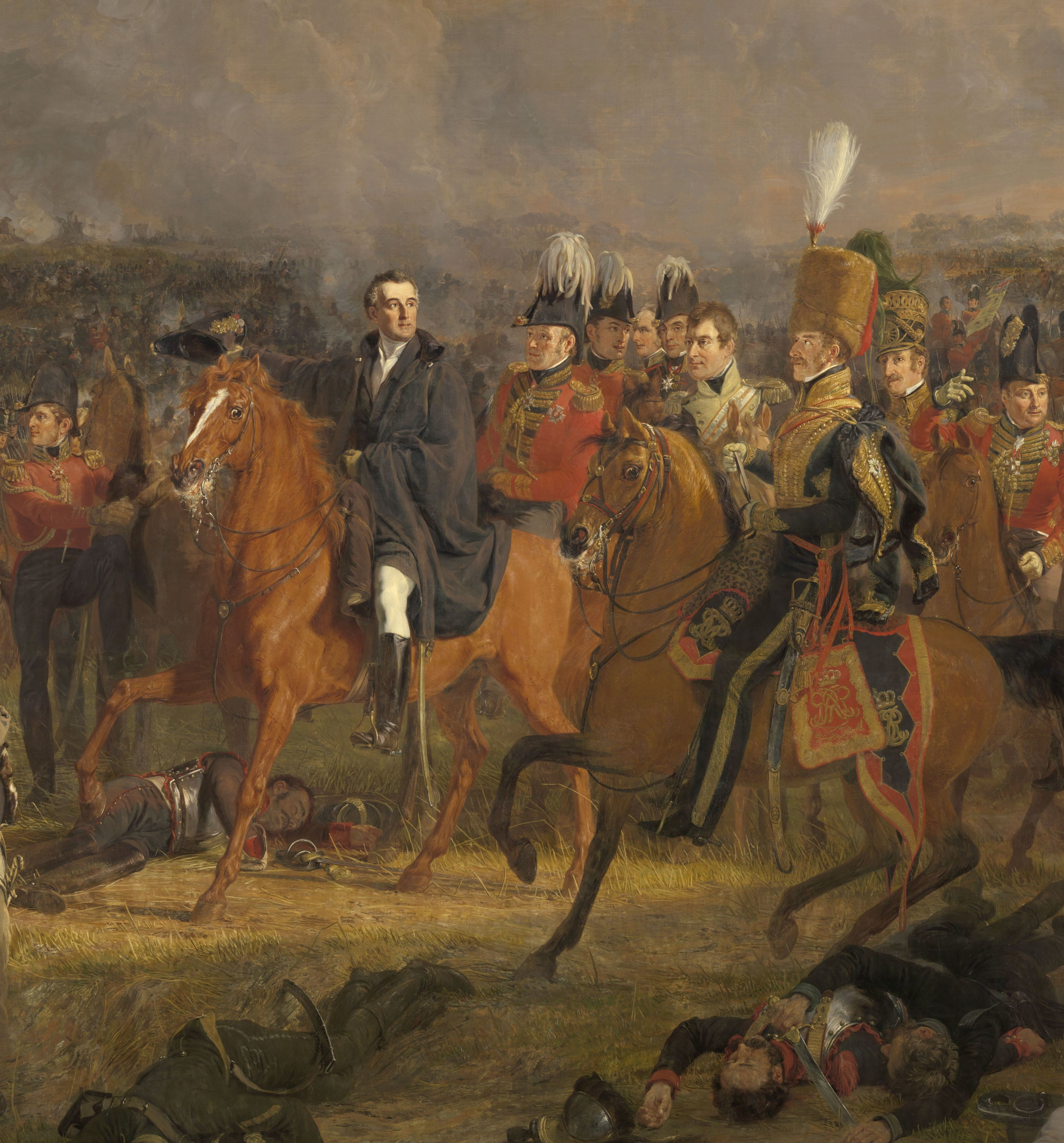
Detail van De Slag bij Waterloo van Jan Willem Pieneman, die Copenhagen naar leven schilderde en zich slecht op zijn gemak bij het paard voelde, dat hem continue strak aanstaarde.
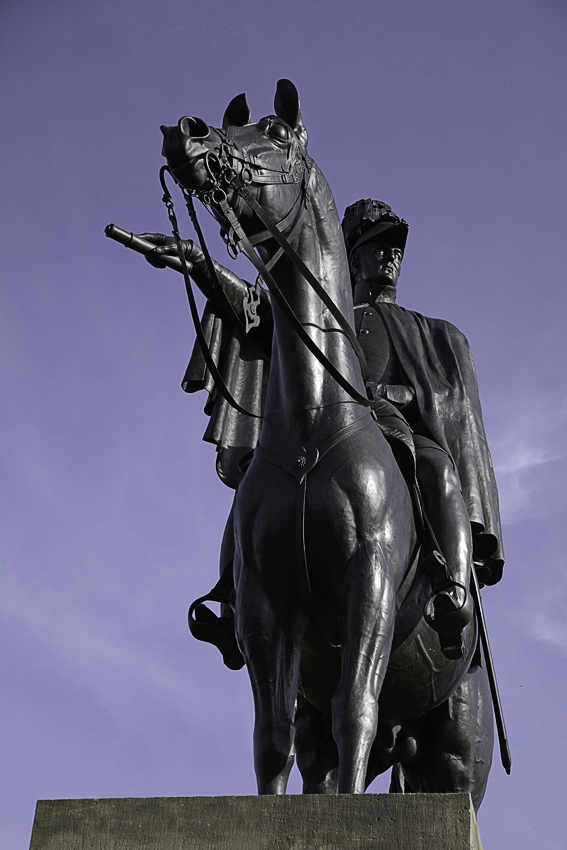
Copenhagen en de hertog in een standbeeld ontworpen door Matthew Cotes Wyatt en onthuld in 1846. De opvolger van de hertog vond dat het gezicht van het paard een goede gelijkenis vertoonde met Copenhagen.
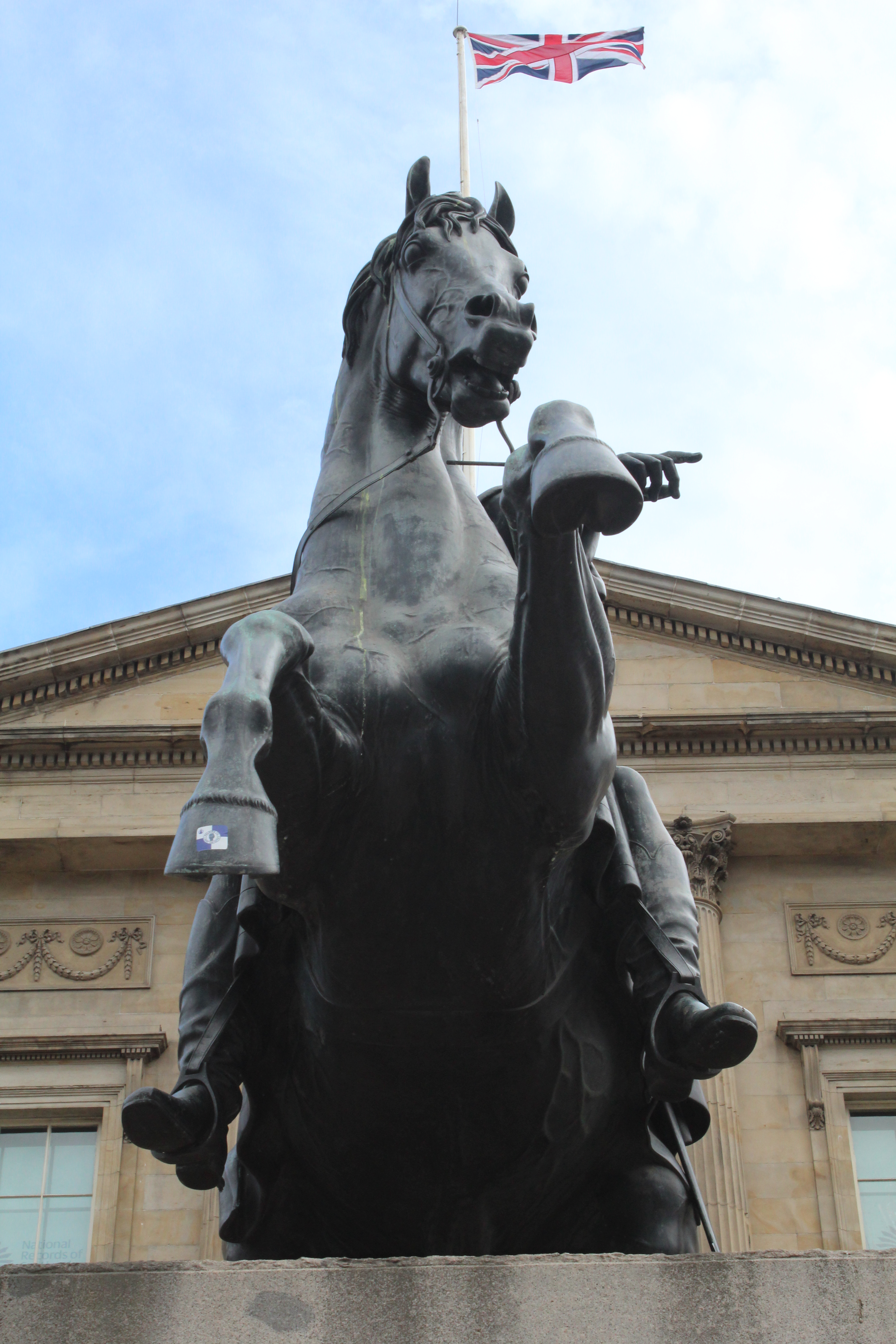
Copenhagen door John Steell (1852)